# 綠雉

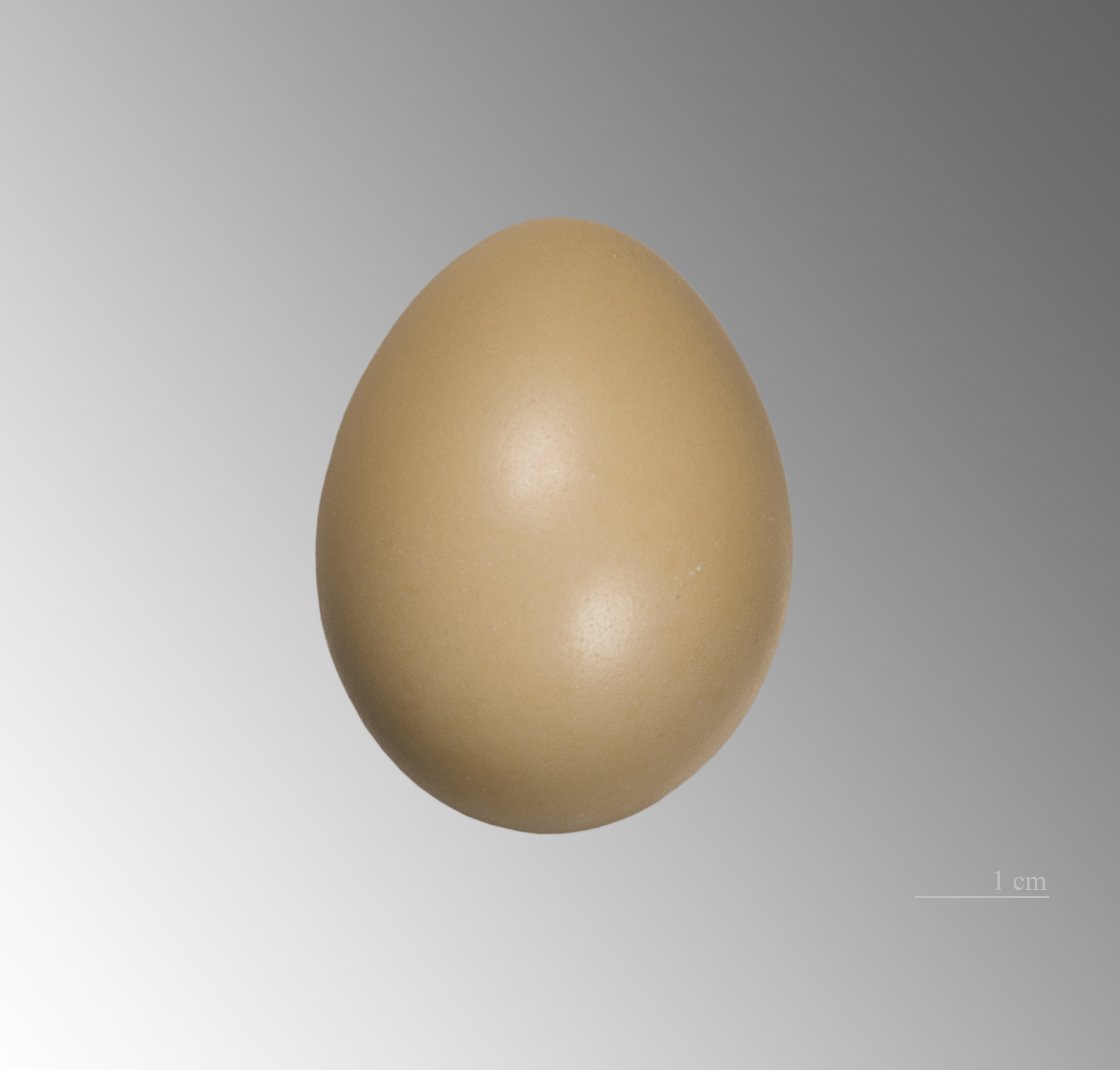
绿雉的蛋

綠雉（學名：Phasianus versicolor），是一種棲息在日本列岛的雞形目雉科鳥類，為日本國鳥，同時也是日本的特有種，其种加词“versicolor”意为“变色的”、“颜色多样的”。
綠雉廣泛分佈於日本的低地和沼澤地之中，除了作為日本全國的國鳥以外，也是日本很多自治體的市鳥、町鳥、村鳥。一些鳥類分類學者把綠雉列為環頸雉 （P. colchicus）的亞種（P. colchicus versicolor）。

## 亞種
目前咸信綠雉有四個亞種，皆僅分布於日本：
- 綠雉西北亞種（キジ，學名： Kuroda, 1919）：分布於本州北部與佐渡島。
- 綠雉南本州亞種（シマキジ，學名： Kuroda, 1919）：分布於本州南部的伊豆半島和三浦半島、伊豆群島、九州的種子島和屋久島。
- 綠雉四國亞種（トウカイキジ，學名： Momiyama, 1922）：分布於本州中、西部與四國島。
- 綠雉指名亞種（キュウシュウキジ，學名： Vieillot, 1825）：分布於五島列島、九州島及本州、四國的環瀨戶內海沿岸。